# 卡尔博纳泰
卡尔博纳泰（義大利語：Carbonate），是意大利科莫省的一个市镇。总面积5.17平方公里，人口2923人，人口密度565.4人/平方公里（2009年）。ISTAT代码为013045。